# Ebenezer Emmons
Ebenezer Emmons (Middlefield, 16 maggio 1799 – Contea di Brunswick, 1º ottobre 1863) è stato un geologo e botanico statunitense.

## Biografia
Pioniere della geologia americana, viene ricordato per aver dato nome al massiccio dei monti Adirondack, nello stato di New York, e per essere il primo a raggiungere la vetta del Monte Marcy (1 629 m).